# Río San Lázaro
El río San Lázaro es un río de la provincia de Orense, Galicia, España. Es un afluente del río Bibey, que desemboca en el río Miño a través del río Sil.

## Curso
Nace en el Macizo Central Orensano en la Sierra de Queija, a 1.740 m de altitud, en la vaguada formada entre la cumbre de Cabeza de Manzaneda, conocida localmente como Cabeza Grande y la Cabeza Pequeña de Manzaneda, cumbre secundaria donde se encuentra el repetidor de la CRTVG que dispone de una webcam. Este río constituye casi todo el límite entre los municipios orensanos de Puebla de Trives y Manzaneda.
Su cabecera presenta un manantial constante de agua, alimentado por las filtraciones de las nieves que coronan las citadas cumbres durante buena parte del invierno y la primavera. A pocos metros de su nacimiento, sus aguas son captadas para el aprovechamiento en las instalaciones de la Estación Invernal de Cabeza de Manzaneda. A pesar de su humilde caudal, este aprovechamiento humano del río es una constante en su recorrido. Aguas abajo, todavía arroyo, recorre las pistas de esquí, bordea las instalaciones deportivas, recibe por su margen derecha el arroyo de Fontefría. Después de ser atravesado por la carretera de Paradela mediante un pequeño puente, y ya por debajo de la Estación, el río pasa a la orilla de la depuradora. 
A continuación recibe por su margen izquierda el arroyo das Catro Corredoiras, y por la derecha el río Mungidoiro, numerosos mapas confunden el principio de este río con el río San Lázaro, justo antes de ser captado de nuevo para el sistema de riego comunal mediante un canal que bordea las pintorescas rocas de las Forcados. Antes de pasar ladera abajo del corral de Rozavales y el Penedo de la Escrita, recibe por su margen derecha el arroyo del Penedo de los Lobos, y después vuelve a ser captado mediante un pequeño embalse para el aprovechamiento del municipio de Manzaneda.
Entrando ya en la zona conocida como Piago, recibe por su izquierda el arroyo de la Mallada de Barbeirón, y el arroyo de la Encidiña (proveniente de la Mallada del Porqueiro y Cabo de Murias) cerca de los restos del curro de Acevoso, encajándose en un valle rodeado de rocas como la Peña del Arca y Penedo Grande, donde vuelve a ser captada su agua mediante otro canal para el riego. Este tramo encajado acaba con una larga serie de pequeños pozoas en la zona conocida como A Paleira. El notable caudal que lleva el río después de las tormentas en la sierra y en la época del deshielo, junto con la abrupta orografía de este tramo, despertó el ingenio popular en un refrán local: Cando ruxe a Paleira ven a invernía. Superada la zona encajada, el río es atravesado por el puente de la carretera que une a Manzaneda con la parroquia de A Encomenda, pasando debajo de esta última a la orrila de los barrios de O Cazapedo y Acevoso.
Más adelante el río vuelve a ser detido por la presa de la Espiuca, que desvía las aguas a la central hidroeléctrica de Puente Bibey en Manzaneda mediante un canal que pasa a la orilla del castiñeiro de Pumbariños, en el Soto de Rozavales). Este embalse deja gran parte del año con poco caudal la cascada de la Espiuca, que consta de 3 saltos consecutivos de lisa roca granítica. Después de pasar las ruinas del molino abandonado de la Espiuca y los restos de su pequeño embalse, derruido por una riada, el río es atravesado por el ponte vella y la nueva de tierra compactada y un tubo metálico de la carretera del Ponte Cabalar a Raigada. Un poco más abajo después de recibir el agua del arroyo de la Retorta por la margen izquierda, se pueden observar los restos de un molino de la parroquia de Sobrado y también los restos del antigo puente de piedra y madera del Camino Real entre Orense y Astorga y Villafranca del Bierzo en su tramo entre Sobrado y Manzaneda. En esta zona los alisos comunes y otras especies de árbores de ribera, bordean las márgenes del río. 
Después de ser captado por otro pequeño embalse, el río se precipita en una nueva cascada, la de Censa, que acaba su salto vertical en un profundo pozo. Esta cascada puede ser observada desde la distancia desde la carretera de Ponte Cabalar a Reigada, en la zona conocida como O Mouro. Después de la cascada y muy encajado el río recibe al arroyo do Mouro, por la izquierda, un pequeño arroyo de Manzaneda, por la derecha, y despois de ser atravesado por la carretera de la Central de Puente Bibey, el arroyo de Cubeiros, por la derecha, y el arroyo de Langullo, por la derecha. Finalmente el río San Lázaro desemboca en el río Bibey, en la cota 290 m, 1450 m aguas abajo de su nacimiento, en la zona del Pozo Caneiro, rodeado de las terrazas de viñedo del cañón del Bibei.

## Afluentes
Margen derecha, → arroyo Fonte Fría, río Munxidoiro, arroyo do Penedo dos Lobos, arroyo de Manzaneda, arroyo de Cubeiros, arroyo de Langullo.
Margen izquierda → arroyo das Catro Corredoiras, arroyo da Mallada de Barbeirón, arroyo da Encidiña, arroyo da Retorta, arroyo do Mouro.

## Molinos
Muíño da Espiuca, Manzaneda, y Muíño da ponte do San Lázaro, Sobrado de Trives.

## Embalses y captaciones hidrológicas
Captación de la Estación Invernal de Cabeza de Manzaneda, Captación de Os Forcados, Embalse de Manzaneda, Captación de O Piago, Embalse de la Espiuca, Restos del embalse del Muíño de Manzaneda, Embalse de la Cenza.

## Galería

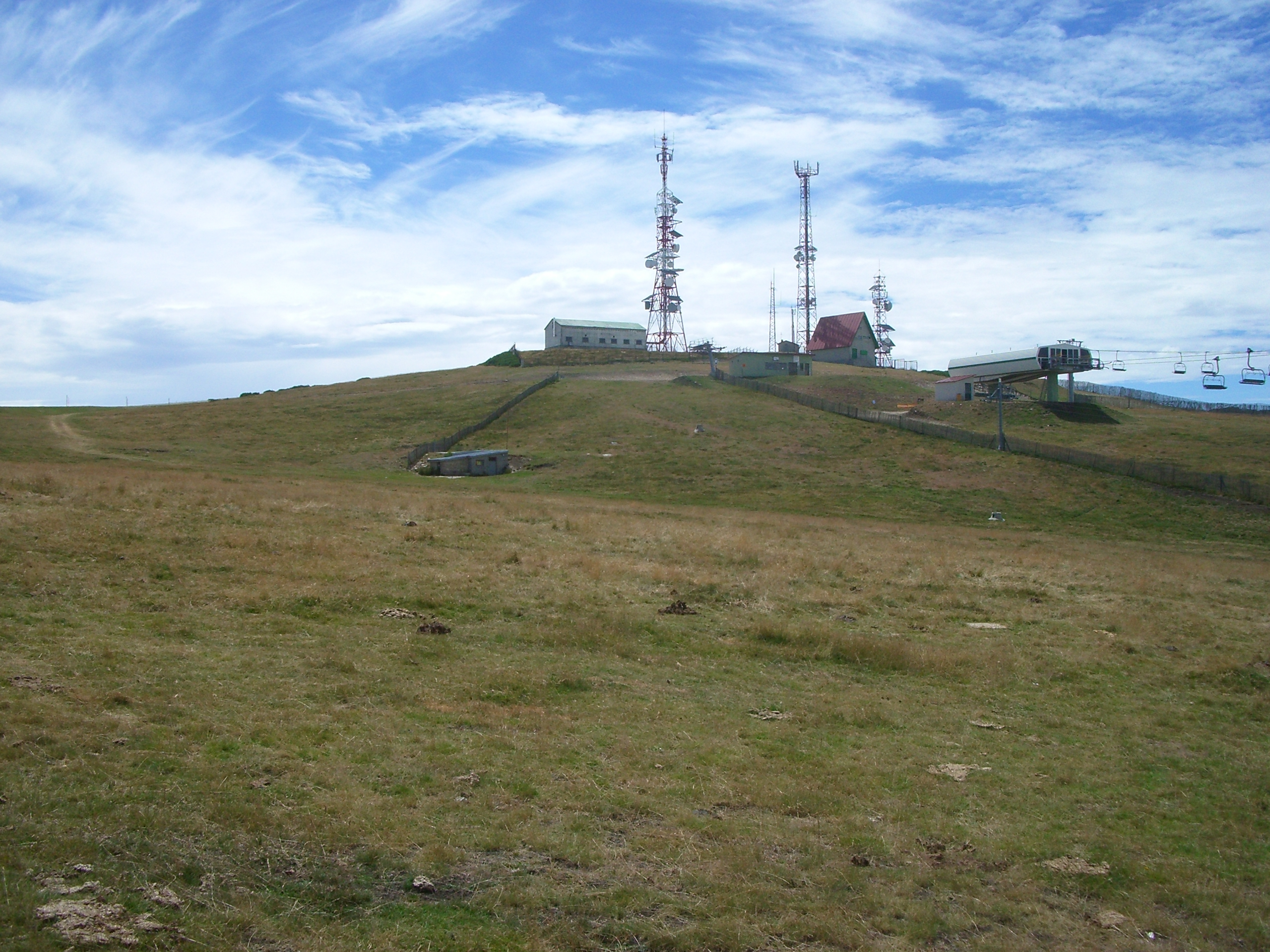
Vista del nacimiento del río San Lázaro, captado en origen en la caseta de la izquierda de la imagen, cerca de la cumbre de Cabeza de Manzaneda.
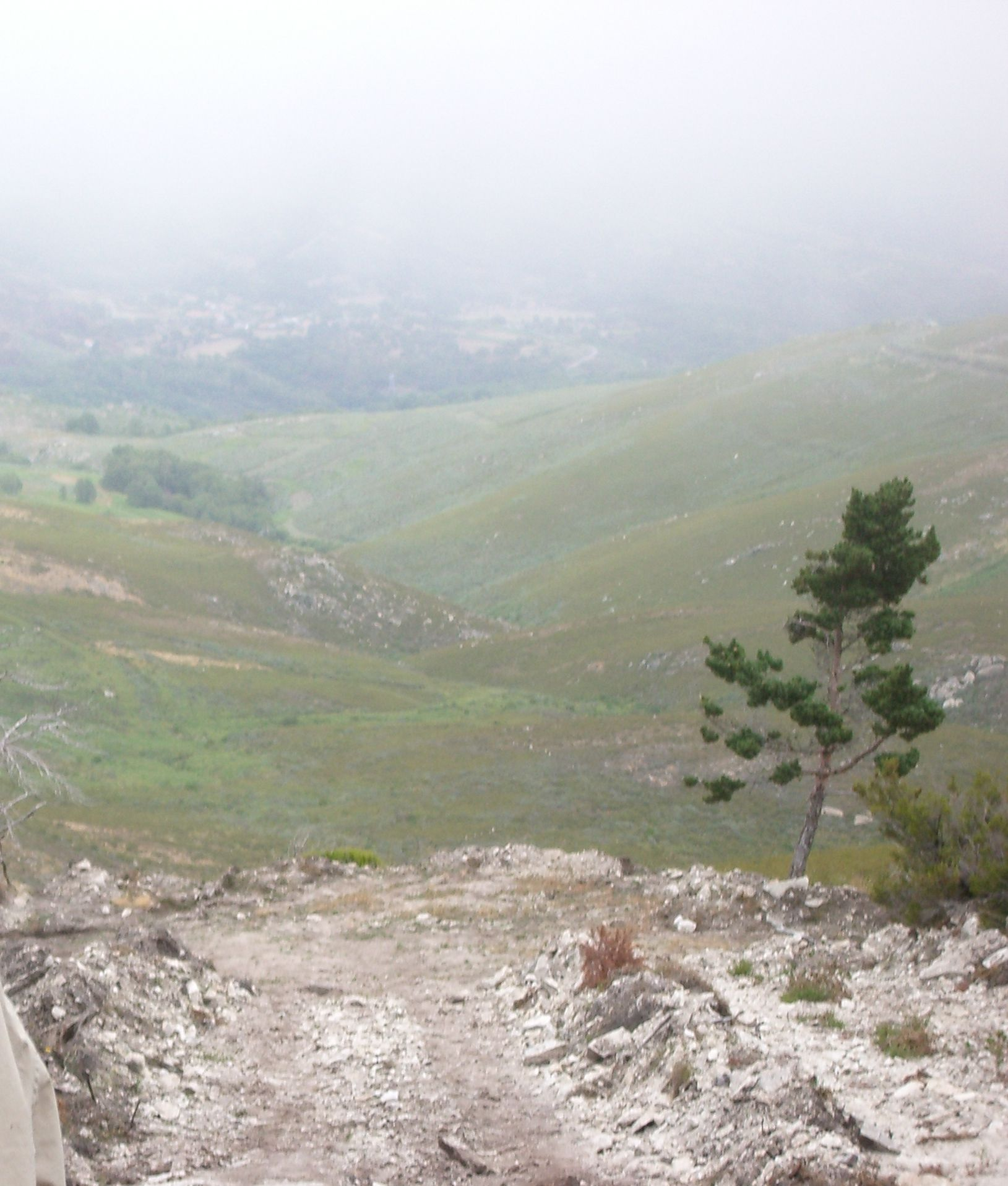
Vista del tramo medio del río San Lázaro desde la cumbre de Os Forcados, 1399 m en el Macizo Central Orensano, en el recorrido por la zona del Piago y la Mallada de Barbeirón con la aldea de A Encomenda al fondo.
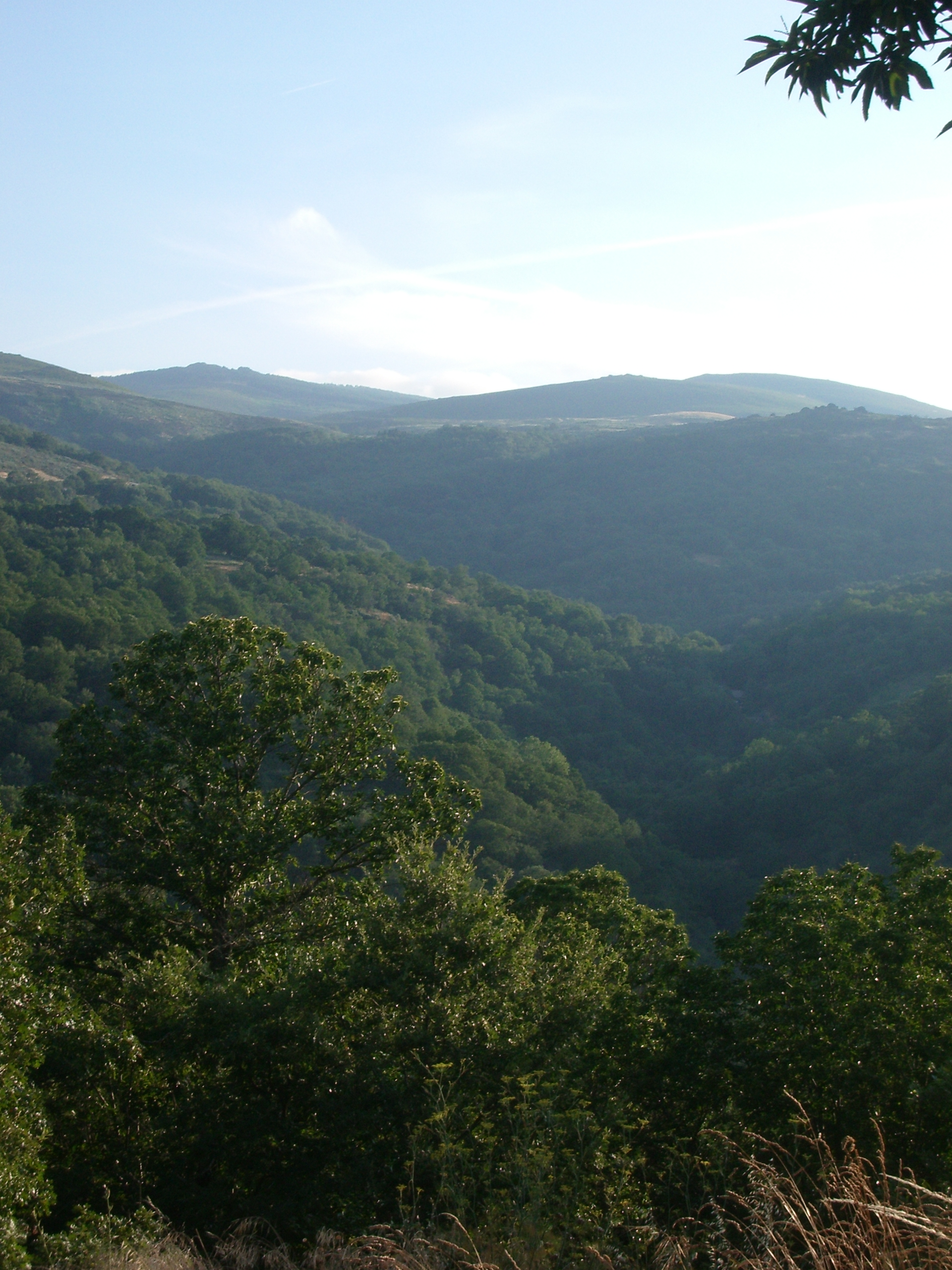
Vista del tramo medio del río San Lázaro desde la parroquia de Sobrado de Trives en el recorrido entre Os Forcados y la Paleira.
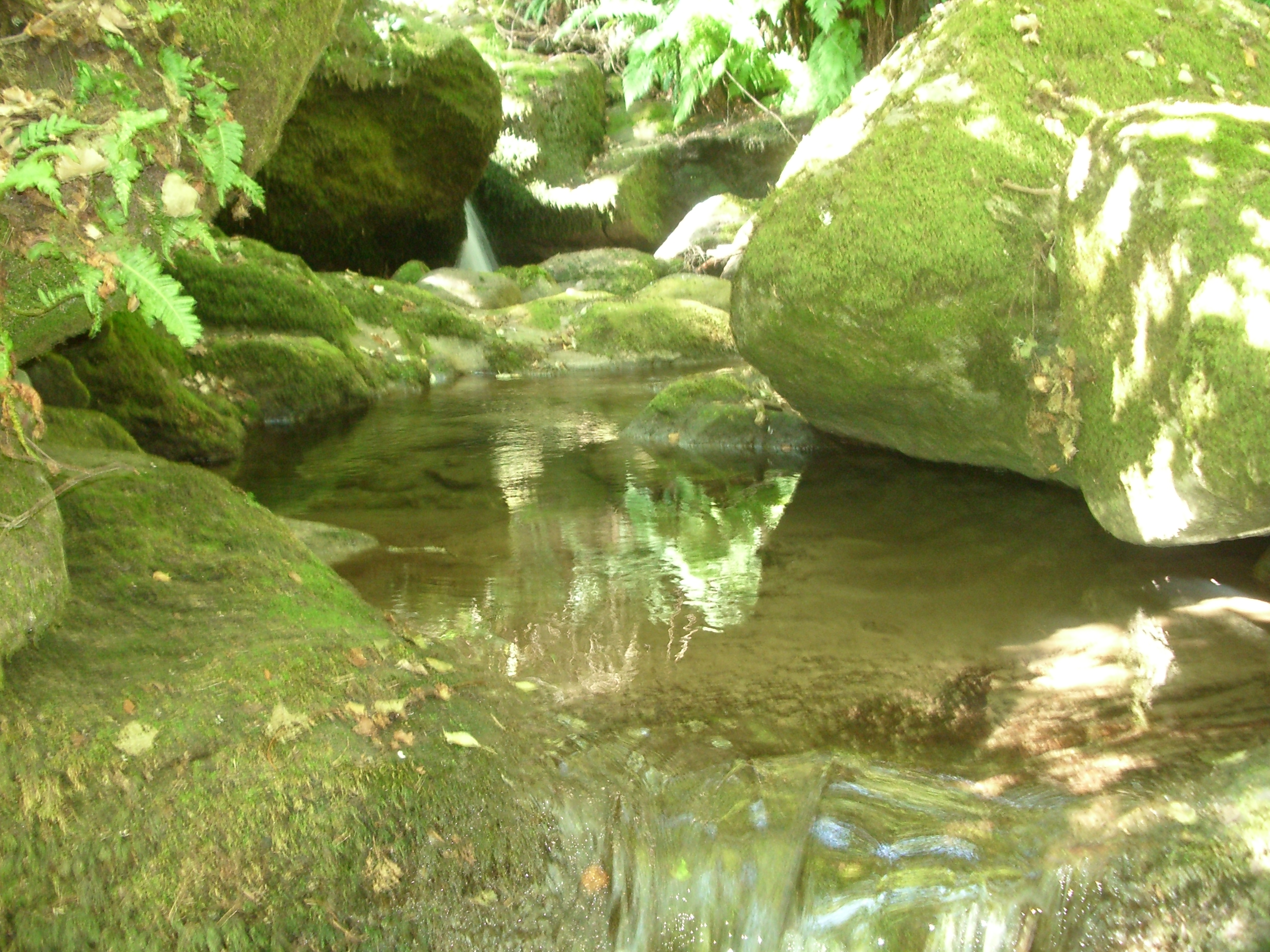
Vista de un pequeño pozo del río San Lázaro en la zona de la Paleira.